# 이등병
이등병(二等兵)은 군사 계급 중 하나이다. 병사의 제일 낮은 계급이다. 훈련병 과정을 모두 이수하고 자대배치를 받은 후에 국군 이등병이 된다.
다음 계급에는 일등병이 있으며, 미군의 "Private"에 대응된다.
현재도 이등병 강등 처벌은 존재하며 2007년 10월, 가짜 학사사관 사건의 범인들이 전원 이등병으로 강등 처리된 후 이미 제대한 학사 42기를 제외한 모든 인원에게 현역병 입영 통지서를 발급했다.

## 계급
| 이등병 | 일등병 | 상등병 | 병장 |
|        |        |        |      |

|         | 계급            | 계급장 | 계급장 | 계급장 | 계급장 |
| ------- | --------------- | ------ | ------ | ------ | ------ |
| 병 (兵) |                 | 육군   | 해군   | 해병대 | 공군   |
| 병 (兵) | 이등병 (二等兵) |        |        |        |        |